# Бариш Манчо
Мехмет Бариш Манчо (тур. Mehmet Barış Manço); повне ім'я: Тосун Юсуф Мехмет Бариш Манчо (тур. Tosun Yusuf Mehmet Barış Manço); (нар.. 2 січня 1943, Стамбул, Туреччина — пом.. 1 лютого 1999, Стамбул, Туреччина) — турецький рок-музикант, співак, автор пісень, композитор, актор, телепродюсер, телеведучий, Державний артист Туреччини, посол турецької культури.
Відомий під сценічним ім'ям Бариш Манчо.
Почав музичну кар'єру під час навчання в Галатасарайському ліцеї. Піонер турецької рок-музики, один із засновників анатолійського року. Бариш Манчо написав близько 200 пісень і є одним з найпродаваніших і титулованих турецьких виконавців. Багато його пісень були перекладені різними мовами, включаючи англійську, французьку, японську, грецьку, італійську, болгарську, румунську, перську, іврит, урду, арабську, німецьку та інші. Зі своєю телепрограмою «7'den 77'ye» (з тур. «Від 7 до 77») Манчо подорожував світом і відвідав багато країн.

## Рання життя і кар'єра
Бариш Манчо народився в районі Ускюдар в Стамбулі 2 січня 1943 року. Його мати, Ріккат Уяник, була відомою співачкою на початку 1940-х рр. Його старший брат, який народився під час Другої світової війни, був названий Савашем (з тур. savaş — «війна»), а його самого батьки назвали Баришем (з тур. barış — «мир») на честь закінчення війни. При народженні він отримав додаткове ім'я Тосун Юсуф на честь свого дядька. Ім'я Тосун Юсуф батьки прибрали перед вступом Бариша до початкової школи.
У початковій школі йому голили голову, щоб запобігти появі вошей. Він називав це однією з причин, через яку він відпустив згодом довге волосся.
Під час навчання в Галатасарайському ліцеї, а пізніше в ліцеї Шишли Теракки, він створив свій перший гурт Kafadarlar (з тур. «Приятелі»). Турецький економіст Асаф Саваш Акат грав на саксофоні, а гітарист Ендер Енен зробив свою власну гітару, тому що в ті роки було важко придбати справжню на ринку.

## 1960-ті роки
У 1962 та 1963 роках разом зі своєю наступним гуртом Harmoniler (з тур. «Гармонія») він записав кавер-версії деяких популярних американських твіст-композицій та аранжування пісень турецьких народних пісень у стилі рок-н-ролу, поклавши початок анатолійському рок-руху — синтезу турецької народної музики та року. У цей період ключовий візуальний та музичний вплив на нього здійснив Елвіс Преслі.
Після закінчення ліцею у 1963 році він переїхав до Європи, подорожуючи по Парижу і Льєжу, де створив гурти з місцевими музикантами і записав кілька синглів, головним чином, англійською і французькою мовами, а також деякі турецькою. Потім, у 1964 році, Бариш Манчо продовжив навчання в Королівській академії образотворчих мистецтв в Льєжі, Бельгія. Він гастролював зі своїм гуртом Les Mistigris у Німеччині, Бельгії, Франції й Туреччини до 1967 року.
У 1967 році він потрапив в автомобільну аварію, після якої почав відрощувати вуса, щоб приховати шрам.
Розчарований труднощами роботи з музикантами різних національностей, він створив гурт Kaygısızlar (з тур. «Безтурботні»), в якій брали участь Мазхар Алансон і Фуат Гюнер — майбутні учасники гурту MFÖ. Він записав кілька синглів і гастролював з гуртом — як Туреччиною, так і за кордоном, — поки учасники гурту заявили, що вони не хочуть жити за кордоном.
У 1970 році він заснував гурт Barış Manço Ve… (з тур. «Бариш Манчо і…») знову з іноземними музикантами, щоб записати свій перший шлягер-сингл, як у Туреччині, так і в Бельгії, «Dağlar Dağlar» (з тур. «Гори, гори!»), продавши більше 700 000 примірників. Сьогодні ця пісня залишається одним з найпопулярніших його творів.

## 1970-ті роки
Після успіху «Dağlar Dağlar» Манчо записав пару синглів з гуртом Moğollar (з тур. «Монголи»), іншою популярною турецькою анатолійською рок-гуртом. Потім він вирішив повернутися в Туреччину, де він недовго попрацював у гурті Kaygısızlar зі зміненим складом. 1971 року його ранні роботи були зібрані під його першим повноформатним альбомом «Dünden Bugüne».
У 1972 році він створив гурт Kurtalan Ekspres, в якій буде брати участь до самої смерті. 1975 року, коли він продовжив писати сингли, він випустив свій перший некомпільований LP «2023» — концептуальний альбом, який включає в себе багато інструментальних пісень.
Останньою спробою для досягнення міжнародного успіху став випуск у Європі та Південній Африці LP під назвою «Baris Mancho» (1976) з оркестром Джорджа Хейса під лейблом CBS Records. Хоча альбом не приніс очікуваного успіху, він досяг вершини хіт-парадів в Румунії і Марокко. 1977 року альбом вийшов у Туреччині під назвою «the Nick Chopper». 1975 року Бариш Манчо знявся у фільмі «Благослови нас, батьку!» (з тур. Baba Bizi Eversene), який є єдиним фільмом, в якому він знявся за свою кар'єру. Музика у фільмі складається з компіляції пісень, написаних Баришем Манчо і гуртом Kurtalan Ekspres.
З 1977 по 1980 рік він випустив ще три альбоми в Туреччині, частково складаються з ранніх збірок синглів, а саме: «Sakla Samanı Gelir Zamanı» (1977), «Yeni Bir Gün» (1979) та «20. Sanat Yılı Disko Manço» (1980), записаних у стилі пісень з альбому «2023». Більша частина матеріалу тієї епохи доступна у пізніших збірках «Ben Bilirim» і «Sarı Çizmeli Mehmet Ağa».

## 1980-ті роки
У 1981 році Бариш Манчо з гуртом Kurtalan Ekspres випустив альбом «Sözüm Meclisten Dışarı», містить багато пісень, включаючи «Alla Beni Pulla Beni», «Arkadaşım Eşek», «Gülpembe», «Halhal» і «Dönence». Альбом, як і раніше залишається одним з найпопулярніших творів Манчо і викликав сплеск його популярності у 1980-х роках.
«Arkadaşım Eşek» (з тур. — «Мій друг осел»), швидко став дуже популярним серед дітей (пісня про ностальгію за сільським життям і спочатку не була задумана як дитяча пісня). Протягом всієї своєї кар'єри він писав багато інших пісень, головним чином для дітей, щоб домогтися визнання серед турецьких дітей 1980-х і 1990-х років. З іншого боку, пісня «Gülpembe», складена басистом Kurtalan Ekspres Ахметом Гювенчем, є реквіємом по бабусі Баришу Манчо, яка залучила молодшу аудиторію і є найпопулярнішою піснею Манчо нарівні з «Dağlar Dağlar».
У 1983 році вийшов альбом «Estağfurullah, Ne Haddimize», пісні з якого — «Halil Ibrahim Sofrası» і «Kol Düğmeleri» — стали шлягерами. «Halil Ibrahim Sofrası» став прикладом фірмової моральної тематики пісень Манчо, рідкісною особливістю турецької поп-музики.
У 1985 році вийшов альбом «24 Ayar Manço», який містив пісню «Gibi Gibi» і довгу концептуальну пісню «Lahburger». Це ознаменувало початок зсуву в звучанні музики Баришу Манчо, що характеризується інтенсивним використанням синтезаторів і драм-машин на відміну від його ранніх робіт, які складаються з орієнтованого на гурт рок-звучання. У наступні роки Манчо випустив альбоми «Değmesin Yağlı Boya» (1986), «Sahibinden Ihtiyaçtan» (1988) і «Darısı Başınıza» (1989), що містили кілька шлягерів і демонстрували його нове звучання.

## 1990-ті роки
У 1988 році на турецькому державному телеканалі TRT 1 вийшла програма «7'den 77'ye» (з тур. «Від 7 до 77»), продюсером якої став Бариш Манчо. Це був симбіоз музики, ток-шоу та документальної програми, що став головним хітом протягом восьми років. Манчо відвідав майже 150 країн у рамках програми. Проєкт програми «Adam Olacak Çocuk», присвячений дітям, зміцнив популярність Манчо серед молодого покоління.
Хоча його популярність тривала в 1990-х роках завдяки широкій аудиторії цієї телепрограми, його музичні твори в цей період були не такими успішними, як в попередні десятиліття. Альбоми «Mega Manço» (1992) і «Müsaadenizle Çocuklar» (1995) стали найменш успішними в його кар'єрі, попри відносний успіх дитячого хіта 1992 року «Ayı» (з тур. «Ведмідь»). З іншого боку, в 1995 році він гастролював по Японії з гуртом Kurtalan Ekspres, результатом чого став альбом «Live In Japan» (1996) — єдиний концертний альбом Манчо. Він випустив у Японії ще два альбоми, після чого його там назвали «людиною, яка пише пісні про овочі», маючи на увазі пісні «Domates, Biber, Patlıcan» (з тур. «Помідор, перець, баклажан») і «Nane, Limon Kabuğu» (з тур. «М'ята, лимонна цедра»), шлягери 1980-х років.

## Смерть

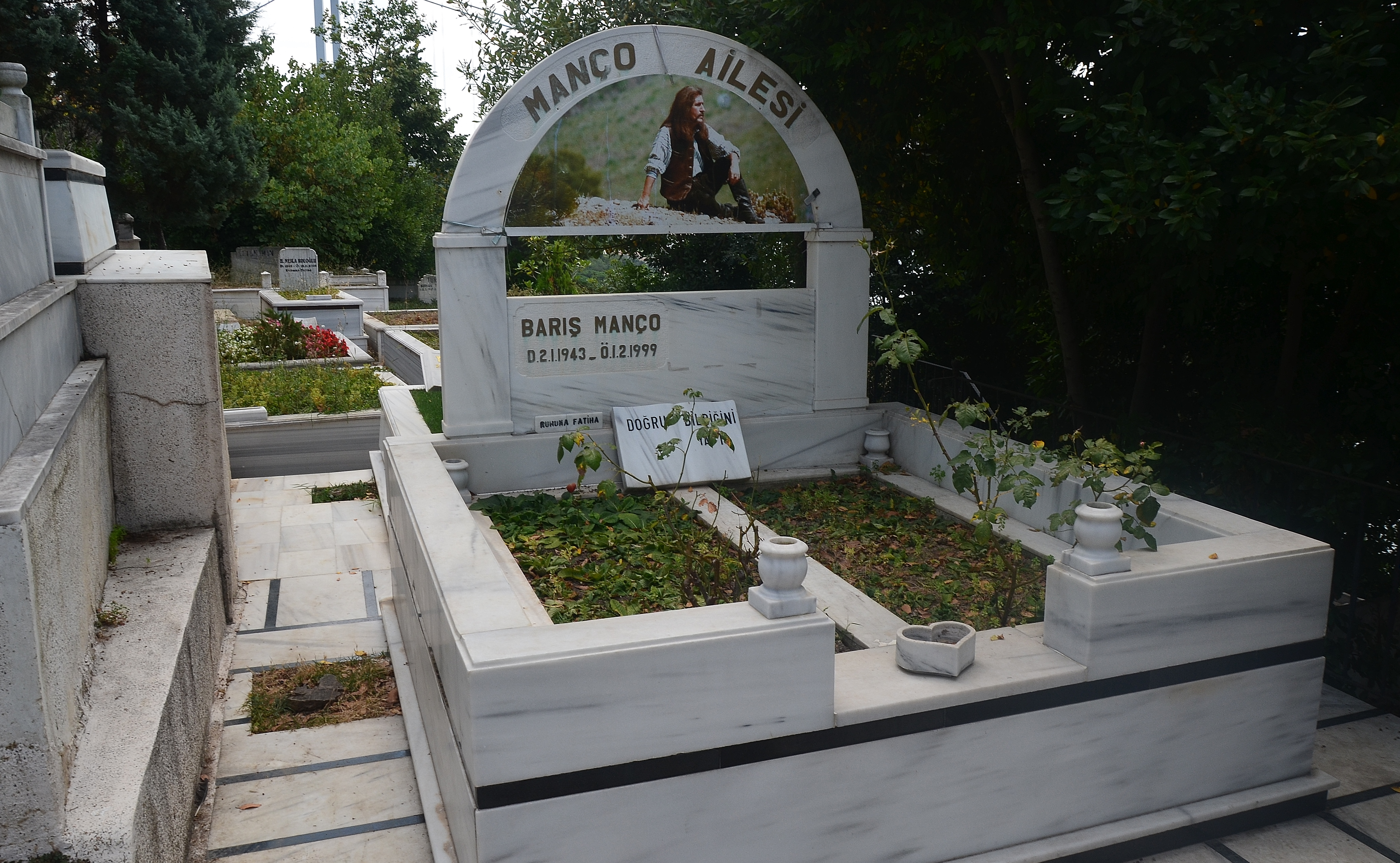
Могила Баришу Манчо на кладовищі Канлиджа

1 лютого 1999 року Бариш Манчо помер від раптового серцевого нападу перед виходом своєї щойно закінченої останньої роботи «Mançoloji» (з тур. «Манчологія») (1999), подвійного альбому, що містить нові записи його пісень і незакінчену інструментальну пісню «40. Yıl» (з тур. «40-річчя») про своє 40-річчя в музиці.
Він був похований на кладовищі Канлиджа в Стамбулі.

## Спадщина
Бариш Манчо був одним з найбільш впливових турецьких музикантів. На початку своєї кар'єри він і його гурти зробили свій внесок до турецького рок-руху, поєднуючи традиційну турецьку музику з рок-музикою, які досі залишаються одним з основних напрямів турецької популярної музики.

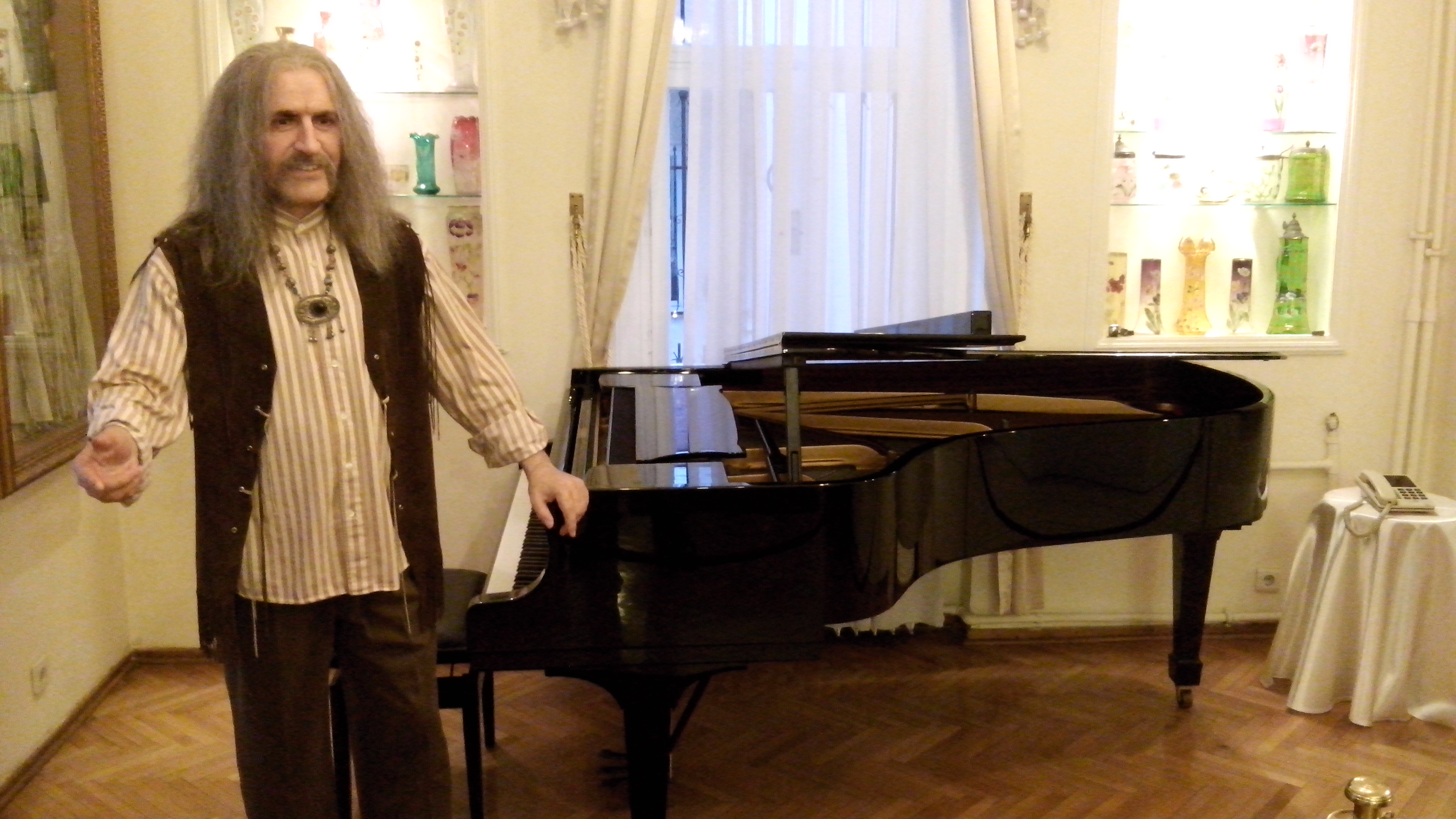
Воскова фігура Баришу Манчо в його будинку-музеї

Його візуальний образ — довге волосся, вуса і великі кільця — пом'якшив реакцію консервативної турецької громадської думки.
Манчо був засновником прогресивного анатолійського рок-руху в 1970-х роках. Його експерименти з електронними інструментами наприкінці 1980-х сприяли розвитку турецької популярної музики 1990-х років.
Його лірика з різноманітними темами, головним чином, переросла у дещо модернізовану версію традиції «ашиків» (з тур. aşık — «трубадур»), була вкрай маргінальної на популярній музичній сцені 1980-х років, у якій переважала любовна лірика.
В 2002 році вийшов альбом «Yüreğimdeki Barış Şarkıları» (з тур. «Пісні Бариша (миру) в моєму серці»), в якому представлені 15 популярних турецьких виконавців таких різних жанрів, як арабески, поп і рок (як в анатолійському, так і в західному стилі).

## Дискографія

### Альбоми
- Dünden Bugüne (1972) (Sayan)
- 2023 (1975) (Yavuz Plak)
- Sakla Samanı Gelir Zamanı (1976) (Yavuz)
- Baris Mancho (у Туреччині — The Nick Chopper) (1976) (CBS Disques/Grammofoonplaten S. A. B. V., CBS 81784, Yavuz LP)
- Yeni Bir Gün (1979) (Yavuz ve Burç Plakçılık)
- 20 Sanat Yılı Disco Manço (1980) (Türküola)
- Sözüm Meclisten Dışarı (1981) (Türküola)
- Estağfurullah … Ne Haddimize!  (1983) (Türküola)
- 24 Ayar Manço (1985) (Emre Plakçılık)
- Değmesin Yağlı Boya (1986) (Emre Plakçılık)
- 30 Sanat Yılı Fulaksesuar Manço — Sahibinden Ihtiyaçtan (1988) (Emre Plakçılık)
- Darısı Başınıza (1989) (Yavuz ve Burç Plakçılık)
- Mega Manço (1992) (Emre Plak)
- Müsaadenizle Çocuklar (1995) (Emre Plak)
- Barış Manço Live In Japan (1996) (Emre Plak)
- Mançoloji (1999) (Emre Plak)
- Barış Manço Golden Rollers (2018) (Tunas Tunes)

### Сингли
З Harmoniler
- Twistin USA / The Jet (1962) (Grafson MGG 515)
- Do The Twist / let's Twist again (1962) (Grafson MGG 516)
- Cit Cit Twist / Dream Girl (1963) (Grafson MGG 566)

З Jacques Denjean Orchestra
- Baby Sitter / Quelle Peste / Jenny Jenny / Un Autre Amour Que Toi (1964) (Rigolo 18.726)

З Les Mistigris
- Il Arrivera [Архівовано 28 лютого 2020 у Wayback Machine.] / Une Fille [Архівовано 10 серпня 2017 у Wayback Machine.] (1966) (Sahibinin Sesi 45-AX 3092)
- Bien Fait Pour Toi [Архівовано 28 лютого 2020 у Wayback Machine.] / Aman Avcı Vurma Beni (1966) (Sahibinin Sesi 45-AX 3093)
- Bizim Gibi / Big Boss Man / Seher Vakti / Good Golly Miss Molly (1967) (Sayan)

З Kaygısızlar
- Kol Düğmeleri / Big Boss Man / Seher Vakti / Good Golly Miss Molly (1967) (Sayan FS-144)
- Kızılcıklar / i'll Go Crazy (1968) (Sayan FS-171)
- Bebek / Keep Lookin' (1968) (Sayan FS-179)
- Karanlıklar Içinde / Trip — To a Fair [Архівовано 17 серпня 2017 у Wayback Machine.] (1968) (Sayan FS-180)
- Boğaziçi / Flower of Love [Архівовано 23 грудня 2020 у Wayback Machine.] (1968) (Sayan FS-194)
- Runaway [Архівовано 10 серпня 2017 у Wayback Machine.] / Unutamıyorum (1969) (Sayan FS-199)
- Aglama Değmez Hayat / Kirpiklerin Ok Ok Eyle (1969) (Sayan FS 204)
- Kağızman / Anadolu (1969) (Sayan FS 213)

З Barış Manço Ve
- Derule / Küçük Bir Gece Müziği (1970) (Sayan FS-223)
- Dağlar Dağlar 1 / Dağlar Dağlar 2 (1970) (Sayan 229)

З Moğollar
- Işte Hendek Işte Deve / Katip Arzuhalim Yaz Yare Boyle (1971) (Sayan FS-266)

З Moğollar / Kaygısızlar
- Bin Boğanın Kızı / Ay Osman (1971) (Sayan FS-271)

З Kaygısızlar / Les Mistigris
- Fil ile Kurbağa / Je te Retrouverais (1972) (Sayan FS 279)

З Kurtalan Ekspres
- Ölüm Аллаху ın Emri / Gamzedeyim Deva Bulmam (1972) (Yavuz YA 1544)
- Lambaya Püf De / Kalk Gidelim Küheylan (1973) (Yavuz YA 1548)
- Gönül Dağı / Hey Koca Topcu Genç Osman (1973) (Yavuz YA 1554)
- Nazar Eyle Nazar Eyle / Gülme Ha Gülme (1974) (Yavuz YA 1562)
- Bir Bahar Akşamı / Estergon Kalesi (1974) (Yavuz YA 1569)
- Ben Bilirim /2023 (1975) (Yavuz Plak YA 1573)
- Çay Elinden Öteye Rezil Dede / Vur Ha Vur (1976) (Yavuz Plak YA 1580)
- Ride On Miranda [Архівовано 31 липня 2020 у Wayback Machine.] (1976) (CBS / Sony Music)
- Blue Morning Angel [Архівовано 7 листопада 2020 у Wayback Machine.] (1976) (CBS / Sony Music)
- Tell Me Old Man [Архівовано 28 лютого 2020 у Wayback Machine.] (1976) (CBS / Sony Music)

З George Hayes Orchestra / Kurtalan Ekspres
- Nick the Chopper / Lonely Man [Архівовано 27 червня 2020 у Wayback Machine.] (1977) (Yavuz YA 1584)

З Kurtalan Ekspres
- Hal Hal / Eğri Eğri Doğru Doğru Eğri Büğrü Ama Yine De Doğru (1981) (Türküola 239)

## Фільмографія
- «Благослови нас, батьку!»

## Нагороди
- Державний артист Туреччини (1991)[25].
- Почесний доктор Університету Хаджеттепе[26].
- Орден Леопольда II (Бельгія)[27].
- Почесний громадянин Туркменії[28].